# Чутак, Виктор Георгиевич
Виктор Георгиевич Чутак (рум. Valeriu Ciutac; 2 января 1938, Ширеуцы — 18 января 2009, Яссы) — молдавский советский актёр. Народный артист Молдавской ССР (1991).

## Биография
Родился 2 января 1938 года в селе Ширеуцы, Королевство Румыния.
Артистическую карьеру начал в Театре им. В. Александри в Бельцах.
В 1964 году окончил театрально-кинематографический факультет Кишинёвского института искусств имени Г. Музическу (класс Валерия Купчи).
В 1964—2004 годах — актёр Драматического театра имени А. С. Пушкина в 1994 году переименованного в Национальный театр имени Михая Эминеску, в 1994—2004 годах был худруком этого театра.
В кино с 1966 года дебютировав в фильме «Красные поляны», за роль в ленте «Долгота дня» удостоен первой премии «За лучшую мужскую роль» на VIII Всесоюзном кинофестивале.
Покинул сцену в 2004 году и вместе с семьей переехал в Яссы, где умер в 2009 году, похоронен на кладбище Святого Павла в Яссах.

## Награды и признание
- 1975 — Главный приз «За лучшую мужскую роль» на VIII Всесоюзном кинофестивале
- 1978 — Заслуженный артист Молдавской ССР
- 1980 — Орден Трудового Красного Знамени
- 1980 — Государственная премия Молдавской ССР
- 1991 — Народный артист Молдавской ССР
- 1998 — Орден Республики Молдова

## Фильмография
- 1966 — Красные поляны — Лие Крунту
- 1967 — Марианна — дядя Петя, связник
- 1971 — Лаутары — Тома Алистар-старший, отец
- 1971 — Офицер запаса — эпизод
- 1972 — Последний гайдук — Ион Кодряну
- 1973 — Дмитрий Кантемир — Некулче, советник Кантемира
- 1973 — Мосты — Костаке
- 1974 — Долгота дня — Штефан Бардэ — главная роль
- 1974 — Мужчины седеют рано — Алекса Мынзу — главная роль
- 1975 — Конь, ружьё и вольный ветер — Марку
- 1975 — Что человеку надо — эпизод
- 1976 — По волчьему следу — комиссар бригады
- 1977 — Когда рядом мужчина — Октавиан Павлович
- 1977 — Корень жизни — Туркан, начальник строительного поезда на Баме
- 1977 — Сказание о храбром витязе Фэт-Фрумосе — Морозище
- 1978 — Встреча — Спиридон Кетрару
- 1980 — Где ты, любовь? — Георгий Павлович, директор школы
- 1981 — Право руководить — Андрей Павлович Солодун — главная роль
- 1982 — Эта мужская дружба — эпизод
- 1982 — Июньский рубеж — эпизод
- 1982 — Лебеди в пруду — Никанор Петрович Ротару
- 1983 — Будь счастлива, Юлия! — Бадя Тудос
- 1983 — Комбаты — замполит
- 1983 — Среди тысячи дорог — эпизод
- 1984 — Тревожный рассвет — Антон
- 1985 — Поезд вне расписания — Игорь Андреевич Яров
- 1986 — На острие меча — военком
- 1986 — Лучафэрул — эпизод
- 1986 — Таинственный узник — падре
- 1987 — Золотая свадьба — Мирон
- 1987 — Ваш специальный корреспондент — Георгий Иванович
- 1988 — Коршуны добычей не делятся — эпизод
- 1989 — Стук в дверь — председатель
- 1990 — Троица — Савка
- 1990 — Кодры — Харцуг
- 1991 — Игра в смерть, или Посторонний — эпизод